# Malstabodsjön
Malstabodsjön är en sjö i Sundsvalls kommun i Medelpad och ingår i Ljungans huvudavrinningsområde. Sjön har en area på 0,837 kvadratkilometer och ligger 125,1 meter över havet. Sjön avvattnas av vattendraget Tälgslättån (Malungsån).

## Delavrinningsområde
Malstabodsjön ingår i det delavrinningsområde (690354-156171) som SMHI kallar för Utloppet av Malstabodsjön. Medelhöjden är 158 meter över havet och ytan är 5,84 kvadratkilometer. Räknas de 15 avrinningsområdena uppströms in blir den ackumulerade arean 158,19 kvadratkilometer. Tälgslättån (Malungsån) som avvattnar avrinningsområdet har biflödesordning 2, vilket innebär att vattnet flödar genom totalt 2 vattendrag innan det når havet efter 41 kilometer. Avrinningsområdet består mestadels av skog (79 procent). Avrinningsområdet har 0,83 kvadratkilometer vattenytor vilket ger det en sjöprocent på 14,2 procent.